# トマス・クランマー
トマス・クランマー（Thomas Cranmer, PC, 1489年7月2日 - 1556年3月21日）は、イングランドの聖職者。カンタベリー大司教（在位：1533年 - 1555年）。イングランドの宗教改革の指導者であり殉教者。

## 生涯

### 大学教授から政界へ進出
イングランド中部ノッティンガムシャーのジェントリの家庭に生まれる。12歳で父を亡くし貧乏ではあったが聡明で、14歳でケンブリッジ大学へ入学した。ところが21歳の頃にジョーンという町娘（酒場の女性とも）を妊娠させ結婚したことが周囲の非難を浴び、女人禁制の大学ではフェローの地位を失い、私生活でも子供の誕生と引き換えにジョーンを産褥で失ってしまい、僅か1年で結婚生活が終わった。スキャンダルが尾を引いて学士号取得も7年かかった。
それからはケンブリッジ大学教授として日々を過ごしたが、1529年、40歳の時に2人の友人スティーブン・ガーディナーとエドワード・フォックスと出会い、2人に当時話題となっていた国王ヘンリー8世と王妃キャサリン・オブ・アラゴンの離婚問題に意見を授け、結婚が無効なのかヨーロッパ中の神学者に意見を求めてはどうかと提案、この提案が王にとって有利なためガーディナーとフォックスの引き立てで王に抜擢された。それから王の寵愛とウィルトシャー伯爵トマス・ブーリンの庇護も獲得、トーントン助祭長、神聖ローマ皇帝兼スペイン王カール5世付きの大使に任命された。派遣された大陸でプロテスタントに触れて、1532年に教会法を破りプロテスタント神学者アンドレアス・オジアンダーの妻の姪マルガレーテと再婚してまたもやスキャンダルを起こす中、同年11月に帰国した。

### 王の側近として活動
翌1533年3月、王の指名でウィリアム・ウォラム亡き後のカンタベリー大司教に就任した。司教でなかったにもかかわらずクランマーが指名された理由は、王が再婚相手に考えていたウィルトシャー伯の娘アン・ブーリンと宗教思想が近いこと（アンとクランマーはプロテスタントの福音主義に共鳴していた）、候補者の1人ガーディナーが王に疎まれたこと、離婚問題をイングランド国内で審理するためには首席聖職者であるカンタベリー大司教が欠かせず、王の意向に忠実であること、篤実なクランマーが王に気に入られたことが挙げられる。クランマー自身は学究肌で政治との関わりを好まなかったが、この地位に指名されたことで王への忠誠心と自らの信仰の板挟みに悩むことになる。また、大司教職を逃したガーディナーから恨まれ、以後彼とはことごとく対立していった。
先立つ1月にヘンリー8世とアンの極秘結婚式に立ち合い、3月に教皇クレメンス7世から大司教叙任の勅書を受け取り正式に就任した。その際、教皇より国王の意思を優先する主旨の宣言を行い、上告禁止法に基づき4月に開いた法廷ではヘンリー8世の離婚問題について、王にそもそもキャサリンとの結婚は無効であったと進言し、キャサリンとの離婚とアンとの再婚を承認した。その為ヘンリー8世と共にクレメンス7世に破門されたが、翌1534年制定の国王至上法は王をイングランド教会における最高の首長と宣言、イングランドはカトリックから離脱しイングランド国教会が創設された。
以後も変転著しいヘンリー8世の度重なる結婚に立ち合い、それに伴う出来事にも関わった。アンが産んだエリザベス王女（後のエリザベス1世）の代父を務めたり、アンの結婚とエリザベスの嫡出を宣言する第一継承法が出されると、この2点の宣誓を人々に強制させる委員会に所属したが、1536年に一転してアンと王の結婚無効を宣言しエリザベスの王位継承権を剥奪、アン処刑後は王のジェーン・シーモアとの3度目の結婚を承認した。更にジェーン死後の1540年1月にはアン・オブ・クレーヴズと王の4度目の結婚式を司り、彼女との離婚でキャサリン・ハワードが王の5度目の結婚相手になったが、1541年にキャサリンの不貞を王に報告、事実の取り調べに当たった（翌1542年に不貞が発覚したキャサリンは処刑）。一方でトマス・モア、アン・ブーリン、トマス・クロムウェルなどヘンリー8世により処刑された者たちの弁護も行い、第一継承法への宣誓を拒否するモアを説得したり、アンやクロムウェルの無実を王へ訴えたが、彼等の助命は叶わず処刑された。
大陸のプロテスタントと関係が深い経歴からクロムウェルと並ぶイングランド国教会の福音主義者で宗教改革の推進役と目され、1538年に英語訳聖書を全ての教会で用意することをクロムウェル共々王を説得、1539年4月に刊行されたイングランド最初の欽定訳聖書『大聖書』では口絵でクロムウェルと共に聖書を国民へ下げ渡す人物として描かれた。1540年のクロムウェル処刑後はジェーンの兄のハートフォード伯エドワード・シーモア（後のサマセット公）と組んで保守派のカトリック勢力であるノーフォーク公トマス・ハワードやガーディナーと対抗、1543年にはガーディナーらが陰謀を巡らせ、枢密院内部の保守派が王に讒言、異端容疑で逮捕される寸前になったが、王の信任が変わらなかったため逮捕されずに済んだ。1547年に王の遺言執行人の1人に選ばれ650ポンドを遺贈、1月28日に王の死を看取り、2月14日の葬列に参加した。

### 宗教改革の推進と失脚
ヘンリー8世とジェーンの息子エドワード6世が即位、護国卿として実権を握るサマセット公の下で更に宗教改革を推し進めた。1549年と1552年の2度に渡り制定した共通祈祷書を制定、これを付け加えた礼拝統一法が制定、儀式にカトリック的要素を残しながらも礼拝文を1冊に纏める試みが行われた。
ところが、1553年にエドワード6世が死亡、ノーサンバランド公ジョン・ダドリーの画策でジェーン・グレイが擁立されると危機に立たされた。計画が失敗したノーサンバランド公は処刑、新たに即位したメアリー1世からジェーン擁立に与したとしてクランマーもロンドン塔へ投獄されたからである。女王はイングランドをカトリックの国家にするという意思を表明、国教会は苦境に立たされ、審問や法廷に引きずり出されたクランマーは教義討論に出席したり、必死に女王へ助命嘆願したが却下され、1555年9月に開かれた裁判で異端の烙印を押され破門と死刑に決まった。

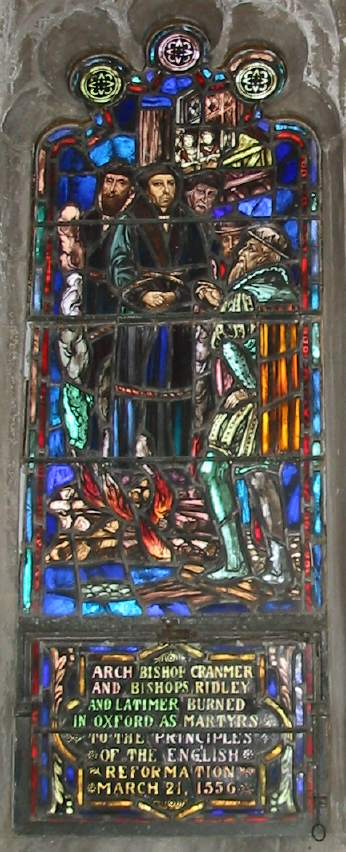
クライスト・チャーチに掲げられているクランマー、ラティマー、リドリーの焚刑を描いたステンドグラス

プロテスタントを迫害し、女性子供を含む約300人を処刑したため、「ブラッディ・メアリー（血まみれのメアリー）」と呼ばれたメアリー1世はプロテスタントの教役者達を片っ端から逮捕、クランマーもその例外ではなかった。獄中で生への執着が芽生えたクランマーは5度も信仰を撤回してカトリック転向を宣言したが、助からないことを悟ると、オックスフォードで執行された処刑当日の1556年3月21日に今までの転向を否定し、命惜しさに転向したことを告白、キリストの敵である教皇を認めないと宣言した。そして転向書に署名した右手を真実に反することを書き連ねたとして燃え盛る炎に突っ込み、全身火炙りにされた。処刑されたプロテスタントの殉教者の中には、ヒュー・ラティマー、ニコラス・リドリーらがいる。

## 発表された主な論文
- Book of Common Prayer （1549年）
- Ten Article
- Defense of the True and Catholic Doctrine of the Sacrament （1550年）
- Forty-two Articles （1553年）